# دهن (تعز)
دهن هي إحدى قرى الجمهورية اليمنية. تتبع جغرافيا لمحافظة تعز وإداريًا لمديرية شرعب الرونة. يبلغ تعداد سكانها 1411 نسمة حسب الإحصاء الذي أجري عام 2004.